# Beaulieu-en-Argonne
Beaulieu-en-Argonne település Franciaországban, Meuse megyében. Lakosainak száma 39 fő (2022. január 1.). Beaulieu-en-Argonne Waly, Châtrices, Éclaires, Passavant-en-Argonne, Villers-en-Argonne, Brizeaux, Clermont-en-Argonne, Foucaucourt-sur-Thabas, Froidos, Futeau, Lavoye és Rarécourt községekkel határos.

## Népesség
A település népességének változása:
| Lakosok száma | 81   | 46   | 42   | 31   | 37   | 37   | 36   | 38   | 38   | 39   |
|               | 1968 | 1982 | 1990 | 2006 | 2013 | 2015 | 2017 | 2019 | 2020 | 2022 |